# Custer's Revenge
Custer's Revenge è un videogioco d'azione a tema pornografico per Atari 2600, pubblicato e sviluppato da Mystique e commercializzato a fine 1982.
Nel 1983 l'etichetta PlayAround lo ripubblicò con il titolo cambiato in Westward Ho, in una cartuccia doppia insieme a una sua variante con i ruoli uomo/donna invertiti, General Re-Treat.
Alla sua uscita Custer's Revenge era il più costoso gioco prodotto per Atari 2600, con prezzo di copertina di 49,95$, ma riuscì a vendere 80 000 copie in pochi mesi.

## Modalità di gioco
Nel gioco si interpreta George Armstrong Custer, rappresentato come un uomo con addosso solamente un cappello da cowboy, degli stivali e una bandana, e avente una vistosa erezione. Lo scopo è far attraversare l'avatar da sinistra verso destra, evitando la pioggia di frecce che attraversa lo schermo dall'alto, e di copulare con una nativa americana legata a un palo.

## Controversie
Per i contenuti del gioco, ritenuti offensivi sia da parte di gruppi di nativi americani che femministi come Women Against Pornography, Atari decise di fare causa ai produttori e di far ritirare il gioco dal mercato.
Alle critiche secondo le quali il gioco rappresentava con leggerezza uno stupro, la Mystique ribatté che si trattava di sesso consensuale. Comunque l'Atari non ottenne risultati legali noti.
La successiva edizione della PlayAround, con titolo Westward Ho, non fa riferimenti espliciti a Custer e mostra in copertina la nativa non legata al palo e più evidentemente consenziente; inoltre nella variante inclusa General Re-Treat è lei a voler raggiungere il soldato.